# Louis d'Orléans, comte de Charny
Louis, bâtard d'Orléans, chevalier et comte de Charny, né le 13 janvier 1640 à Joué-lès-Tours et mort en 1692 en Espagne, est un général français au service de l'Espagne.

## Biographie
Né le 13 janvier 1640, il est l'enfant naturel de Gaston de France et de Louise Rogier de La Marbellière, dite la Belle Louison, prieure du Couvent de la Visitation et fille du maire de Tours Jean Rogier. Sa naissance est entourée d'une polémique, puisque son père refuse de le reconnaître. De plus, sa mère est malheureuse avec René de L'Espinay, gentilhomme et favori du duc d'Orléans.
Dans sa jeunesse, il est protégé par sa demi-sœur, Anne-Marie-Louise d'Orléans, la Grande Mademoiselle. Elle conte dans ses mémoires la beauté du jeune homme et comment il l'obtient du collège jésuite de Tours où il étudie. Son nom de Charny vient d'une terre d'une des seigneuries d'Anne-Marie-Louise. 
Lors du mariage de Louis XIV avec l'infante Marie-Thérèse, il accompagne le maréchal de Gramont. Il passe ainsi au service de l'Espagne, combattant dans la guerre du Portugal. Il accède au grade de général. Entre autres fonctions militaires, il est capitaine général d'Estrémadure et gouverneur d'Oran (vers 1691). Il est également gentilhomme de la chambre du roi d'Espagne. Il rencontre également à Madrid la célèbre mémorialiste, Mme d'Aulnoy, qui le cite dans ses Mémoires de la Cour d'Espagne.
Après sa mort en Espagne, il est enterré dans l'église madrilène de Santos Justo y Pastor, aujourd'hui basilique pontificale de San Miguel.
De sa relation avec Isabel de Watteville, il a un fils naturel, Manuel d'Orléans, qui suivra les traces de son père en tant que militaire au service de l'Espagne. Il a également eu une autre fille, une professe du Real Monasterio de Santa Isabel (en) sous le nom de María Antonia de San Pedro.

## Sources
- Francisco Ándujar Castillo, Diccionario biográfico español.